# Фонтене (аббатство)
Фонтене́ (фр. Abbaye de Fontenay) — аббатство во Франции, один из самых старинных и наиболее сохранившихся монастырей ордена цистерцианцев. Основано в 1118 году святым Бернардом Клервоским. Фонтене расположено на территории современного департамента Кот-д’Ор, коммуна Мармань.

## История

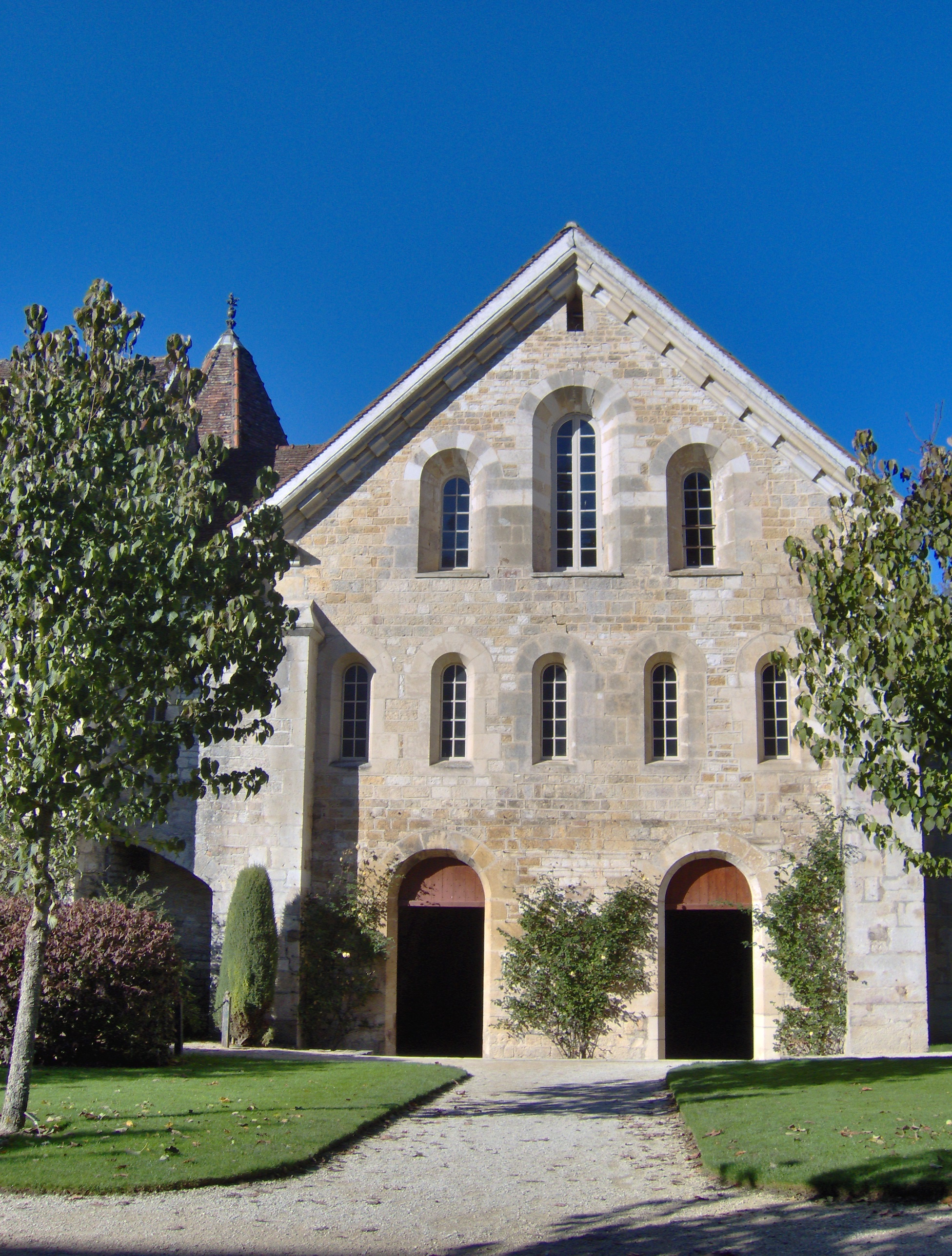
Южная сторона дормитория и общей комнаты монахов

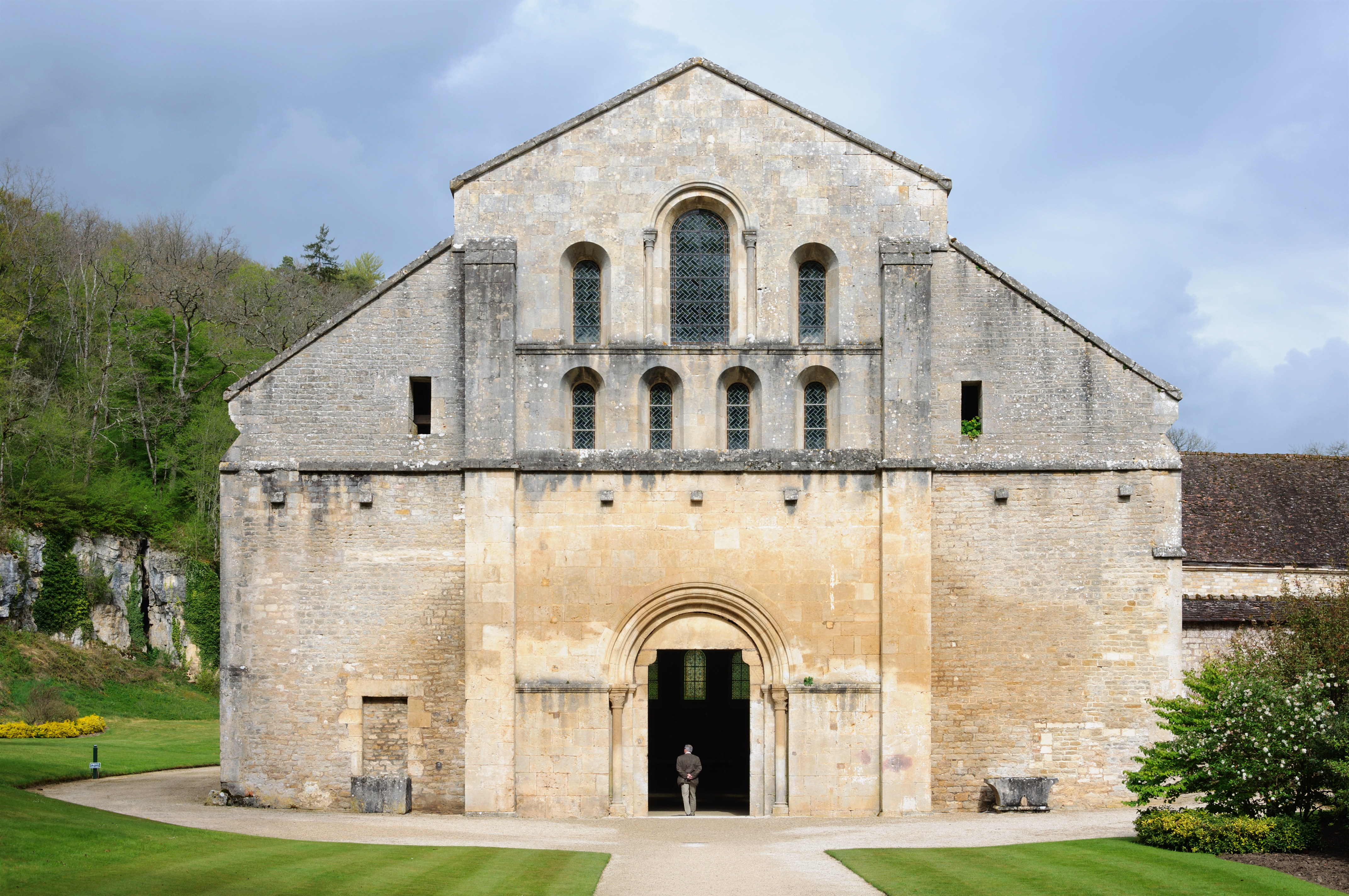
Фасад церкви

До 1113 года аббатство Сито оставался единственным монастырём цистерцианцев, но затем, во многом благодаря активности святого Бернарда, начался резкий рост ордена. В 1113 и 1114 году были основаны два первых дочерних монастыря — Лаферте и Понтиньи, а годом позже Клерво и Моримон. В 1118 году, три года спустя после основания Клерво, святой Бернард основал Фонтене в лесной долине в 60 километрах к северо-западу от Дижона.
Строительство основных зданий аббатства велось с 1130 по 1147 года. Епископ Норвича Эбрард, бежавший от преследований из Англии, поселился в Фонтене и профинансировал часть расходов на строительство монастырской церкви. В 1147 году церковь была закончена и освящена папой Евгением III.
XII и XIII века стали для монастыря периодом роста и процветания. В 1170 году в булле папы Александра III подтверждается право монахов Фонтене самостоятельно избирать аббата, в 1259 году Людовик Святой освободил аббатство от налогов, десятью годами позже Фонтене приобрело статус королевского аббатства, короли Франции Иоанн II, Карл VIII и Людовик XII способствовали дальнейшему росту монастыря.
Закат аббатства начался с эпохи Столетней войны. В 1359 году Фонтене был взят и разграблен армией английского короля Эдуарда III, в 1450 году монастырь пережил пожар. В 1547 году был введён режим комменды, аббатство потеряло право самостоятельно избирать настоятеля, что только способствовало упадку. К началу XVIII века число монашествующих сократилось с нескольких сотен до двух десятков, а к моменту начала революции в Фонтене оставалось лишь восемь монахов. В 1745 году монахи даже разрушили большую трапезную монастыря за ненадобностью и с целью экономии средств.
В период Великой французской революции Фонтене, как и прочие монастыри страны, было закрыто. В 1791 году оно было продано за 78 000 франков фабриканту Клоду Гюго, который превратил монастырь в бумажную фабрику, которая функционировала более века. В 1820 году она стала собственностью семьи Монгольфье (из которой происходили изобретатели дирижабля).
В 1906 году бывший монастырь был выкуплен лионским банкиром и меценатом Эдуардом Энаром (Édouard Aynard). Фабрика была закрыта, вплоть до 1911 года в Фонтене проводились профинансированные Энаром масштабные восстановительные работы, вернувшие монастырю его средневековый вид. В 1981 году аббатство Фонтене было включено в число объектов Всемирного наследия ЮНЕСКО.
По состоянию на начало XXI века Фонтене продолжает оставаться в собственности семьи Энар. Большая часть аббатства открыта для посещений с организованными экскурсиями.

## Постройки

### Церковь

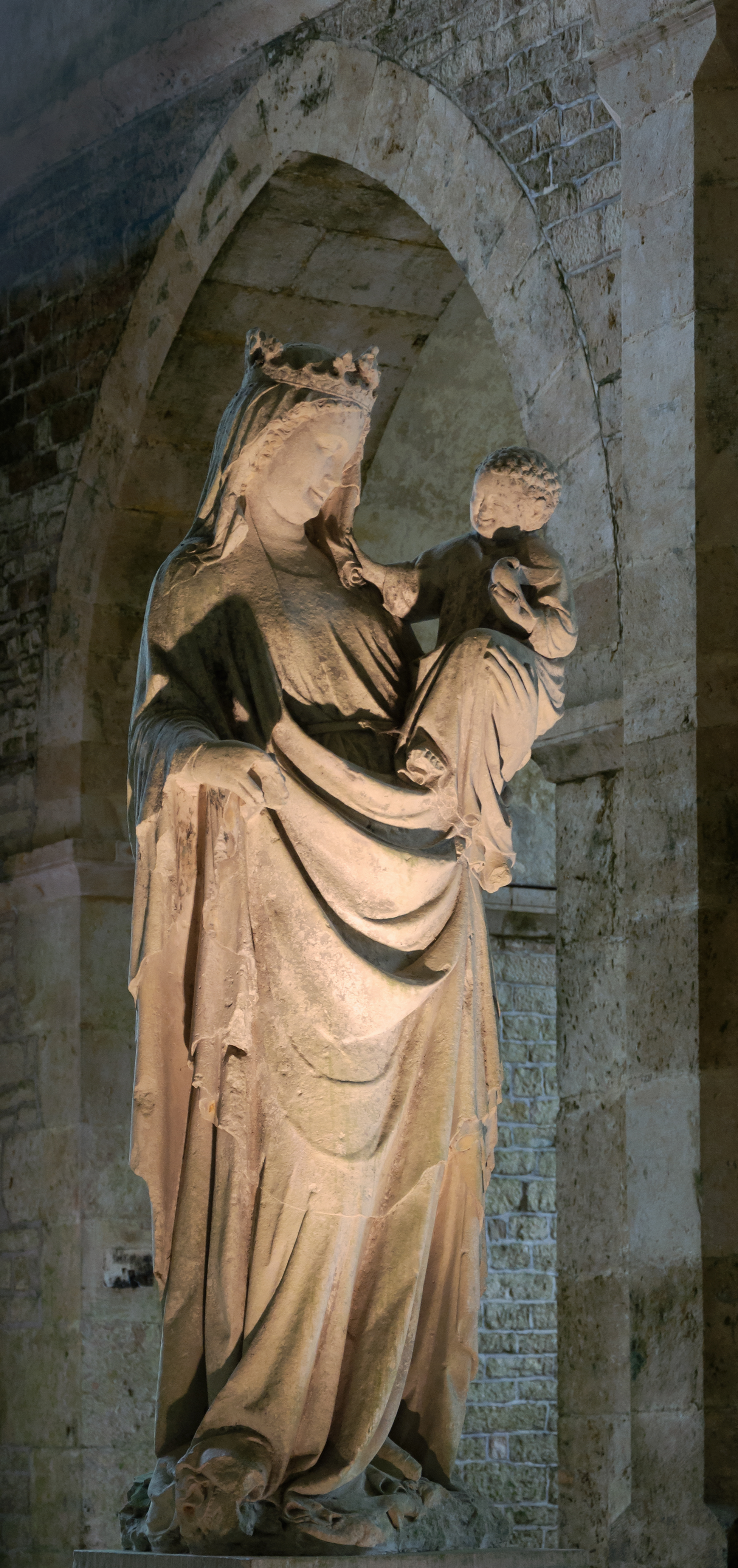
Статуя Девы Марии с Младенцем

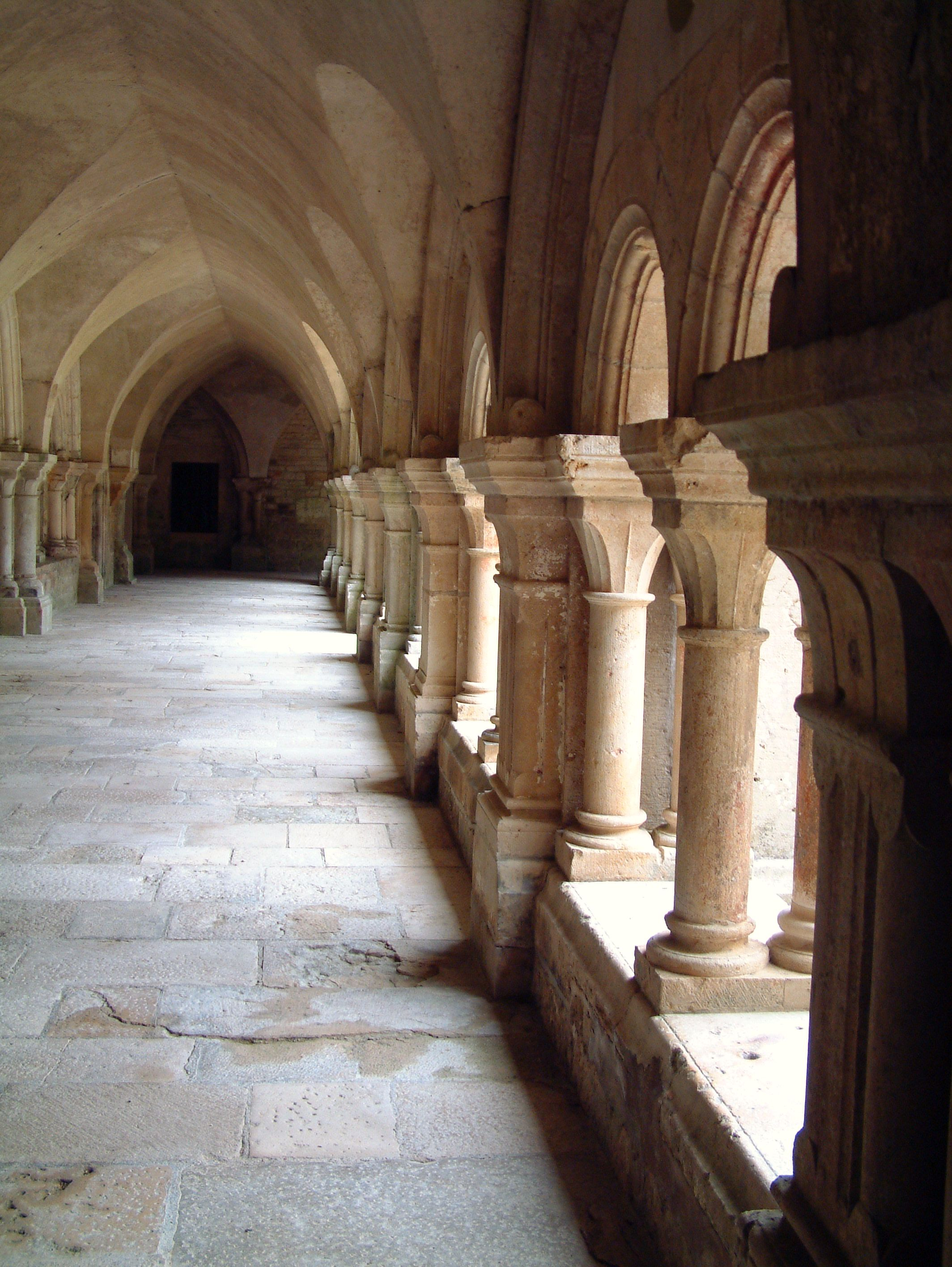
Галерея клуатра

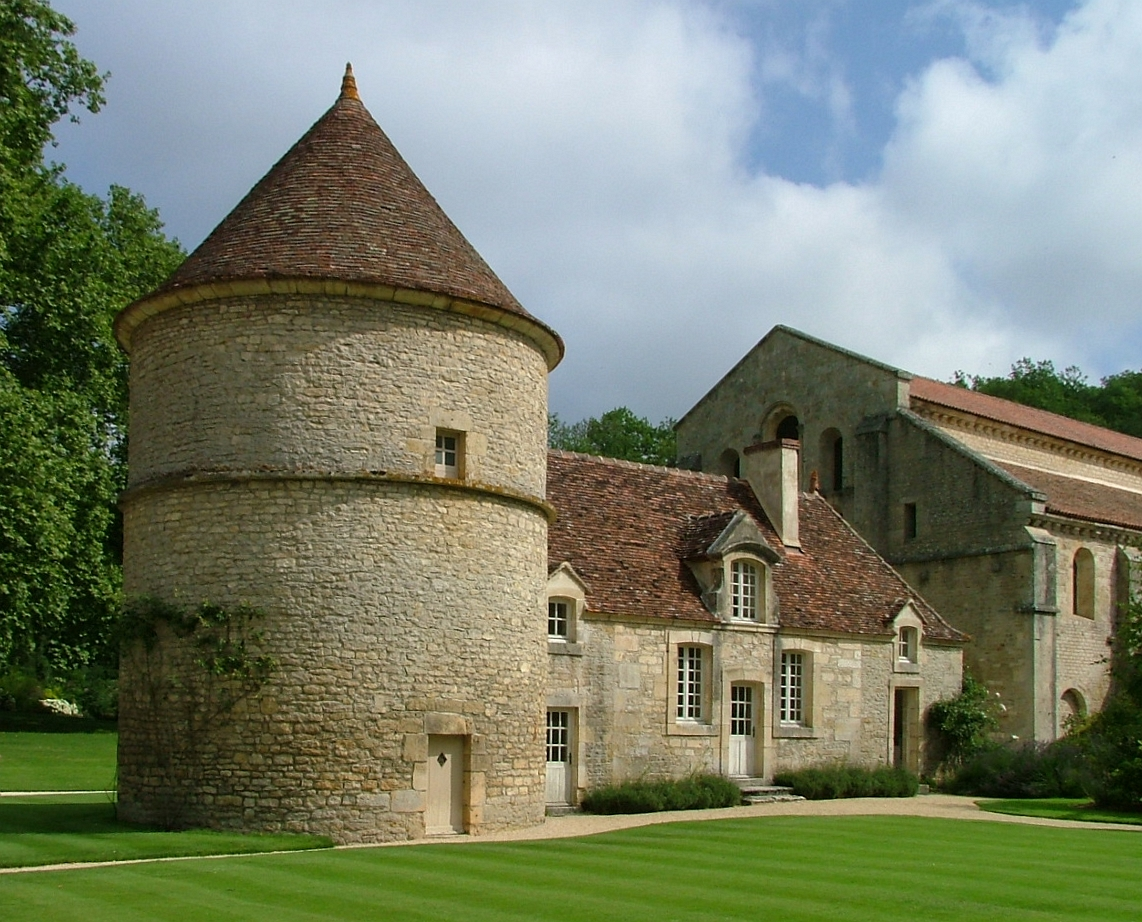
Голубятня и псарня

Монастырская церковь была построена в 1147 году. Церковь типична для цистерцианской готики, имеет форму креста в плане, высокие своды. Ширина центрального нефа 8 метров, длина 66 метров, по бокам от него находятся два боковых нефа, отделённых колоннами. Хоры имеют квадратную форму, ниже, чем основной неф. Мозаичный пол покрывает почти всю площадь церкви.
Строгий интерьер церкви с минимумом украшений характерен для цистерцианцев. Самым примечательным объектом в церкви является статуя Дева Мария с Младенцем, созданная в XII веке.

### Клуатр
Клуатр аббатства хорошо сохранился. Он имеет почти квадратную форму, насчитывая 36 метров в ширину и 38 в длину. По сторонам клуатр обрамляют четыре галереи, отделённые от клуатра восьмипролётными колоннадами.

### Зал капитулов
В зал капитулов с галереи клуатра ведёт сводчатая аркада, обрамлённая с каждой стороны двойными оконными проёмами. Первоначально зал капитулов был квадратным, с трёх сторон его окружали галереи со стрельчатыми арками. Одна из галерей погибла в пожаре 1450 года. Замки сводов украшены изображениями цветов.

## Прочее
- Скрипторий, называемый также «зал монахов» находится за залом капитулов. Это прямоугольное помещение, составляющее 30 метров в длину.
- Дормиторий (спальное помещение) занимает весь второй этаж здания для монахов.
- Монастырская кузница находится в южной части монастыря. Построена в XII веке и первоначально служила каменотёсной мастерской.

Ряд помещений монастыря, в частности, больничная палата, голубятня и псарня, закрыты для посещения.